# بم مارجرا
بم مارجرا (انگلیسی: Bam Margera؛ زادهٔ ۲۸ سپتامبر ۱۹۷۹) اسکیت‌بردباز، بدل‌کار، فیلم‌ساز و شخصیت تلویزیونی اهل ایالات متحده آمریکا است.
از فیلم‌ها یا برنامه‌های تلویزیونی که وی در آن نقش داشته‌است می‌توان به کله‌خر اشاره کرد.